# Alekséi Vorobiov
Alekséi Vladímirovich Vorobiov (en ruso: Алексей Владимирович Воробьёв; Tula, 19 de enero de 1988) conocido como Alex Sparrow o Alexey Vorobyov, es un cantante y actor ruso que actúa tanto en ruso como en inglés. A efectos internacionales, Vorobyov también es conocido como Alex Sparrow, una traducción de su nombre ruso.
Se le conoce sobre todo por haber participado en la versión rusa de The X Factor a los 17 años, en 2005.En 2006 Vorobiov firmó un contratato con Universal Music Rusia. El 5 de marzo de 2011 fue seleccionado por la televisión estatal de su país, Russia 1 para representar a Rusia en el Festival de la Canción de Eurovisión 2011, con la canción "Get You", escrita por el exitoso productor marroquí Nadir Khayat (RedOne), en la que el propio Alekséi incluyó unos versos en ruso. En su paso por el festival, logró superar la primera semifinal y participó en la final.

## Biografía

### Primeros años
Alex nació el 19 de enero de 1988 en Tula (ruso: Тула), RSFSR, Unión Soviética. Su padre es Jefe de Seguridad y su madre Nadezhda Nikolaevna Vorobyova ama de casa. De niño, Alex jugaba al fútbol en el equipo juvenil local de Tula. Al principio quería dedicarse al deporte, pero más tarde optó por la música como profesión. Tiene un hermano mayor, Sergei, y una hermana menor, Galina.Sergei estudió en una escuela de música para tocar el acordeón y Galina estudió piano.

### Carrera musical
Alex estudió acordeón en la Escuela Superior de Música. Allí participó en numerosos concursos. Cuando Alex se graduó, decidió volver a la escuela de música, pero esta vez optó por estudiar en el departamento vocal. Durante un breve periodo de tiempo, fue el cantante principal del conjunto folclórico de Tula "Delight".
Fue solista del conjunto folclórico de Tula “Uslada”. En 2005, Alex ganó la medalla de oro por su actuación como solista en los IV Juegos Délficos de la Juventud de Rusia en la categoría de "Canto folclórico".Ese mismo año, Alex viajó a Moscú, donde obtuvo el tercer puesto en un concurso televisivo. Más tarde se trasladó a Moscú y participó en más concursos. En 2006 firmó un contrato con Universal Music Russia. En julio de ese año, Alex fue uno de los artistas del "Big Eight", celebrado en San Petersburgo. Fue uno de los ejecutores de "Youth Eight"  y también tuvo la oportunidad de cantar durante la ceremonia de clausura. En 2007, Alex ganó un premio MTV Discovery Award para artistas noveles, en la cuarta edición de los MTV Russia Music Awards.
En febrero de 2008 recibió el premio MK Soundtrack en la categoría de Música y Cine.
En 2008, durante la selección para el Festival de Eurovisión 2008, con su canción "New Russian Kalinka" obtuvo el quinto puesto en la clasificación final. Sin embargo, según algunos expertos, su canción violaba a sabiendas las normas del concurso: no está permitido utilizar directamente la letra de canciones populares en una composición, por lo que si ganaba, Vorobyov no podría ir a representar a Rusia en el concurso; perdió ante Dima Bilan.
Volvió en 2009, pero se vio obligado a retirar su participación debido a un conflicto de agenda laboral. Compitió en las selecciones nacionales rusas para el mismo Festival de Eurovisión con la canción Angelom Biht, y perdió ante Anastasia Prijodko.

#### Participación en Eurovisión
En 2011, firmó un contrato con el productor musical RedOne, conocido por su trabajo con Lady Gaga, Enrique Iglesias, Usher y otros. Según el contrato, Vorobyov actuaba bajo el seudónimo de Alex Sparrow, que es casi una traducción literal del apellido del músico.
El 5 de marzo de 2011, fue elegido por la selección interna para representar a Rusia en en el Festival de Eurovisión 2011 de Düsseldorf con la canción "Get You", escrita por el exitoso músico y productor marroquí Nadir Khayat (RedOne), llegó a la final, quedando finalmente en el puesto 16º en la clasificación general del concurso con una puntuación de 77 puntos (incluida la votación del jurado). Fue uno de los peores resultados de Rusia en la historia de su participación. Los únicos intérpretes rusos que quedaron por debajo fueron Filipp Kirkorov -17º puesto- y Yulia Samoylova -15ª semifinalista-.. La participación del intérprete en el concurso estuvo acompañada de una serie de incidentes que causaron una amplia resonancia.
Antes de participar en el concurso, en una entrevista concedida a la revista "Secrets of Stars", el cantante hizo una serie de comentarios sobre los representantes de las minorías sexuales, entre los que el concurso es muy popular: "Si oís o leéis que en Eurovisión Vorobyov "pateó a un inocente", sabed que fue alguien de la comunidad gay quien intentó acosarme. ¡Y fue inmediatamente recompensado con un puñetazo en el melón!"
Vorobyov acusó a su rival sueco, Erik Saade, de plagio. En concreto, los representantes de Vorobyov dijeron que los suecos habían "robado" el número de cristal inventado por la banda del concursante ruso para actuar en los premios anuales de la música rusa. Los representantes del concursante sueco negaron las acusaciones. También se señala que Jonas Brothers, Despina Vandy y otros habían hecho el "glass number" antes que Vorobyov.
Al terminar su actuación en la primera semifinal, el 10 de mayo, Vorobyov gritó inesperadamente por el micrófono "¡Feliz Día de la Victoria!". Según se dijo más tarde, esta frase, que provocó reacciones ambiguas, no se había oído durante los ensayos, sino que fue espontánea.
Ese mismo día, durante el anuncio de los resultados de la votación, el cantante finalista gritó en directo a la cámara: "¡Esto es Rusia! Esto es Rusia, b***h, Ven aquí, b***h, Mira a los ojos, b***h", tras lo cual besó el objetivo de la cámara. Muchos periodistas y artistas rusos expresaron su actitud negativa ante tal comportamiento, entre ellos los presentadores de televisión Artyom Korolev y Anfisa Chejova, la actriz y productora Anastasia Kalmanovich, el cantante Sergey Lazarev, los columnistas Irina Petrovskaya y Leonid Florentiev.

### Cine y televisión
Comenzó su carrera en el cine en 2006 con una película en la serie de televisión "Mechty Alisi" (Los sueños de Alicia). En la primavera de 2008 se graduó en la Escuela Estatal de Música Pop y Jazz Art e ingresó en la Escuela de Teatro Artístico de Moscú en el curso de Kiril Serébrennikov. En 2010 interrumpió sus estudios debido a la pesada carga de trabajo.
En 2010, participó en el reality show "Cruel Games", donde llegó a la final y quedó en segundo lugar. Ese mismo año participó en el programa de televisión "Ice and Flame", en el que resultó ganador en pareja con la patinadora artística Tatyana Navka. Durante el proyecto, Vorobyov se rompió el brazo, pero no se negó a seguir participando, y continuó actuando con un brazo escayolado.
El 3 de marzo de 2012, en el Teatro Dramático Académico de Tula, en la clausura del XII Festival de Cine de Comedia Ruso "¡Sonríe, Rusia!", recibió el premio de la presidenta del festival, Alla Surikova, al "Mejor Actor" por su papel en la película "Suicidios". Ese mismo año, Vorobyov protagonizó la serie "Deffchonki" en TNT, en el papel de Sergei Zvonorev. También en esta serie de televisión se interpretaron sus canciones.
En 2014, debutó como director de cine, rodando el cortometraje "Daddy", una historia sobre cómo tras la muerte de su amada hija, el padre se vuelve loco, al ser incapaz de sobrevivir a la pérdida. La película ganó el premio al mejor cortometraje extranjero en el festival estadounidense Action On Film y el premio Yuri Gagarin Ruby Phoenix al mejor debut en el festival Golden Phoenix de Smolensk.
En esta película, Vorobyov es también guionista, compositor y montador.
Desde el 12 de marzo de 2016, participa en la cuarta temporada del programa "The Bachelor" en TNT.
Protagonizó el papel de un bailarín de cocaína bisexual sin valores morales, despedido del New York City Ballet Theatre, en las temporadas 3 y 4 de la serie de televisión Unreal.
En 2018, fue uno de los presentadores del concurso televisivo para jóvenes talentos "Blue Bird" en el canal de televisión "Russia-1".
En 2018, protagonizó un anuncio de la crema para el acné Basiron AS, en 2019 - en un anuncio de Sberbank. En 2020 - participante en la campaña publicitaria "Batalla de desayunos en "Pyatyorochka"".
El 26 de septiembre de 2019, se anunció que Alex Sparrow fue elegido para interpretar a Yuri "Bobby" Telatovich en la serie de comedia de Netflix, Space Force.
En 2020, participó como invitado en la edición de Nochevieja del programa de entretenimiento musical "Mask" de NTV en el personaje de Champagne.
El 18 de marzo de 2022 se convirtió en presentador de un nuevo programa de entretenimiento en NTV: "Tierra de talentos".
En 2022, participó en el programa "Mask" de NTV como Monster y obtuvo el 3er puesto.
En 2023, se convirtió en miembro del jurado en la cuarta temporada del programa "Mask".

### Vistas y actividades sociales
En 2008 empezó a colaborar con el proyecto "Dance4Life". Alexei también ha sido Embajador de Buena Voluntad de la ONU para el SIDA durante varios años.
En una entrevista de 2012, Vorobyov afirmó que no participa en campañas políticas ni acude a las urnas: "No es asunto mío quién gobernará mi país".En 2014, abogó por la liberación de Oleg Sidyakin y Marat Saychenko, empleados del canal ruso LifeNews, detenidos durante varios días por las fuerzas de seguridad ucranianas.En 2016, Vorobyov grabó un vídeo en el que criticaba a Alexei Navalny, que publicó una investigación sobre el viceprimer ministro Igor Shuvalov.Participó en un mitin-concierto en apoyo de la candidatura de Vladimir Putin a las elecciones presidenciales de 2018. La cantante también actuó en un concierto de apoyo a los militares rusos en Siria, en una celebración en honor del aniversario de la formación de la separatista República Popular de Donetsk en Donetsk, en un mitin-concierto en homenaje a la anexión rusa de Crimea.

## Vida privada
En 2008 conoció a Anna Chipovskaya, actriz del teatro "Tabakerka", y la cortejó durante más de un año, pero más tarde la pareja rompió. Salió con la actriz Oksana Akinshina. Rompieron a principios de mayo de 2011. En agosto de 2011 Alex Sparrow salió con la estrella rusa del pop Victoria Dayneko, pero rompieron en mayo de 2012.

### Enfermedad
A principios de julio de 2012, en Italia, durante el rodaje de una película sobre el fútbol florentino "I Calcianti", Vorobyov fue hospitalizado de urgencia. Durante una escena de una pelea multitudinaria, el actor, que interpretaba a un nativo de Rusia apodado Bimbo, al rechazar los servicios de un doble, recibió un fuerte golpe en la cabeza. En estado inconsciente, Vorobyov fue trasladado a un hospital de Florencia. Tras pasar más de un día en el hospital, el actor escapó para poder volver antes al trabajo.
El 23 de enero de 2013, poco después de terminar el rodaje de la película italiana antes mencionada, los medios de comunicación difundieron la noticia de que sufrió un accidente de coche en Los Ángeles, después de que su Porsche chocara contra otro coche, que le obligó a ingresar en cuidados intensivos debido a un traumatismo craneoencefálico  y varias lesiones más, que acabaron con la mitad de su cara entumecida (la mitad izquierda del cuerpo de Vorobyov quedó parcialmente paralizada) y lo ingresaron en cuidados intensivos. Posteriormente, su personal informó de que se estaba recuperando.

Alexey se está recuperando.... Salió de la clínica hace algún tiempo y ahora participa activamente en la rehabilitación. Los médicos dicen que su edad, su forma física y la falta de malos hábitos le están ayudando y su estado está mejorando lo mejor posible.
Katerina Gechmen-Waldek 

Tras una convalecencia de varios meses, Vorobyov ha vuelto con música escrita, compuesta y arreglada por él mismo. Llamado Friend project, es una colaboración con su amigo, el actor ruso Sergei Romanovich. Este último ya había aparecido en Laskoviy Mai, una película sobre la carrera de la famosa banda soviética del mismo nombre.

## Discografía

### Singles
- 2006 - Leto
- 2007 - Alisa
- 2007 - Devchonka
- 2007 - Seychas ili Nikogda
- 2007 - Zabili Russkie
- 2008 - El deseo
- 2008 - Rusia Nueva Kalinka
- 2008 - Toska
- 2008 - Ti Ya i
- 2008 - Menya Zabud
- 2009 - Acordeón
- 2009 - La realidad
- 2010 - Shout It Out
- 2011 - Get You

- 2015 - Sumasshedshaya (She's crazy but she's mine)
- 2016 - Samaja Krasiwaja (The beauty)